# Хесус Мартінес
Хесус Мартінес (ісп. Jesús Martínez, нар. 7 червня 1952) — мексиканський футболіст, що грав на позиції захисника.
Виступав, зокрема, за клуб «Америка», а також національну збірну Мексики.

## Клубна кар'єра
У дорослому футболі розпочав грати за команду «Лагуна» під керівництвом тренера Хосе Антоніо Роки, дебютувавши у мексиканській Прімері 27 листопада 1975 року в грі проти «Америка» (1:2). Він відразу ж виграв місце у стартовому складі, взявши участь у 33 матчах чемпіонату, і хоча команда вилетіла у другий дивізіон наприкінці сезону 1975/76, його хороші виступи призвели до переходу до тодішнього національного чемпіона, столичного клубу «Америка».
Там Мартінес також став основним футболістом, і, граючи за цю команду, забив свій перший гол у вищому дивізіоні 22 червня 1977 року в грі проти «Атлетіко Потосіно» (7:1). У 1977 році він тріумфував з «Америкою» в найпрестижнішому континентальному змаганні — Кубку чемпіонів КОНКАКАФ, а також виграв Міжамериканський кубок. Однак з часом він втратив місце в основному складі і вирішив закінчити свою футбольну кар'єру у віці 28 років у 1980 році.

## Виступи за збірну
Кар'єра Мартінеса у складі національної збірної Мексики, оскільки він провів лише два міжнародні матчі, але обидва відбулись в рамках чемпіонату світу 1978 року в Аргентині — проти Тунісу (1:3) та ФРН (0:6).

## Досягнення
«Америка»
- Кубок чемпіонів КОНКАКАФ (1) :
  - 1977

- Міжамериканський кубок (1) :
  - 1977